# Dust Bowl (album)
Dust Bowl è il nono album in studio del musicista blues rock statunitense Joe Bonamassa, pubblicato nel 2011.

## Tracce
1. Slow Train – 6:49
2. Dust Bowl – 4:33
3. Tennessee Plates (feat. John Hiatt; John Hiatt cover) – 4:18
4. The Meaning of the Blues – 5:44
5. Black Lung Heartache – 4:14
6. You Better Watch Yourself (Little Walter cover) – 3:30
7. The Last Matador of Bayonne – 5:23
8. Heartbreaker (feat. Glenn Hughes; Free cover) – 5:49
9. No Love on the Street (Tim Curry cover) – 6:32
10. The Whale That Swallowed Jonah – 4:46
11. Sweet Rowena (feat. Vince Gill) – 4:34
12. Prisoner (Barbra Streisand cover) – 6:48